# Panta rhei (Heraclitus)
Panta rhei (Grieks: πάντα ῥεῖ) is een filosofische uitspraak en gedachte die wordt toegeschreven aan de presocratische filosoof Heraclitus, en betekent 'alles stroomt'. De filosofie van Heraclitus is slechts gekend via citaten, parafrasen, toespelingen en getuigenissen van latere auteurs, en daarvan is panta rhei een van de bekendste. De vroegste vermeldingen ervan zijn van Plato. Waarschijnlijk is de uitspraak echter niet authentiek.

### Plato
De vroegste verwijzingen naar Heraclitus' denken komen voor in Plato's dialogen. Met de formule panta rhei probeerde hij kort en bondig te omschrijven waar Heraclitus' filosofie in zijn ogen om ging. In de Cratylus (402a) vermeldde hij de gedachte voor het eerst, en sprak hij van panta choorei, 'alles wijkt': 'Heraclitus zegt zo ongeveer dat alles wijkt en dat niets blijft. En als hij dat wat er is, vergelijkt met de stroom van een rivier, zegt hij dat je niet twee keer in dezelfde rivier kunt stappen'. Plato gaf nog andere varianten: 'Alles blijkt te stromen' (Cratylus, 439d), en 'Alles beweegt en alles stroomt' (Theaetetus, 182c).

### Anderen
Andere vermeldingen zijn Aristoteles, 'Al het waarneembare stroomt voortdurend' (Metafysica, 1078b14); pseudo-Aristoteles, 'Alles [...] stroomt' (De kosmos, 298b29); Diogenes Laërtius, 'Het heelal stroomt riviersgewijs' (Leven en leer van beroemde filosofen, boek VIII); Simplicius, 'Alles stroomt' (Commentaar op Aristoteles' Fysica, 887.1);  de Suda, 'Alles stroomt voortdurend' (onder het lemma thesis). Jamblichus verwijst ernaar in zijn Protreptikos (VII, 24).

## Rivierfragmenten
'Alles stroomt' sluit aan bij de rivierfragmenten. De volgende zijn overgeleverd:
- B12: Op wie in dezelfde rivier stapt, stroomt steeds weer ander water toe / Potamoisi toisin autoisin embainousin etera kai etera udata epirrei. Geciteerd door Eusebius van Caesarea, Voorbereiding op het Evangelie, 15.20.
- B49a: In dezelfde rivieren stappen we en stappen we niet, we zijn en we zijn niet / Potamois tois autois embainomen te kai ouk embainomen, eimen te kai ouk eimen. Geciteerd door Heraclitus van Pontus, Homerische vraagstukken, 24.5. Mogelijk geen authentiek fragment.
- B91: Men kan niet tweemaal in dezelfde rivier stappen / Potamooi ouk estin embènai dis tooi autooi. Met lichte variaties geciteerd door onder anderen Plato, Cratylus, 402a; Aristoteles, Metafysica, 1010a; Plutarchus, De E van Delphi, 392b, en Natuurvraagstukken, 912a.

## Interpretatie
In de rivier stroomt continu nieuw water toe, maar toch blijft de rivier dezelfde. Hiermee wordt de eeuwige maar constante verandering geïllustreerd, alsook de eenheid der tegendelen.

### Ontologie
Plato nam de notie van verandering over van Heraclitus. Met zijn formuleringen legde hij echter telkens de nadruk op het veranderlijke van het natuurgebeuren, wat een versimpeling van Heraclitus' denkbeeld inhield. Plato ging er vermoedelijk van uit dat alles in de zintuiglijke wereld aan zulk een verandering onderhevig is dat ze op zich volledig structuurloos is en dus niet kan gekend worden. Daar ontwikkelde hij de tussenoplossing voor van een veranderlijke schijnwerkelijkheid, met daarachter de eeuwige waarheid van de Ideeën. De vereenvoudigde formulering is waarschijnlijk geïnspireerd door de rivierfragmenten.
De rivierfragmenten bevatten een complexere beeldspraak. Heraclitus gebruikte de rivier waarschijnlijk om aan te geven dat de gehele natuur voortdurend verandert (het stromende water) en toch stabiel (de rivierbedding) is. Vorm blijft behouden ondanks onophoudelijke interne veranderingen. Zo vindt in de natuur een cyclisch proces plaats van kwalitatieve en kwantitatieve verandering: uit het element vuur ontstaat aarde, en uit aarde zowel water als lucht, en andersom. Dit veranderingsproces verklaart bijvoorbeeld de observatie dat de zon in de zomer warmer schijnt dan in de winter. Over het geheel bezien blijft de natuur echter harmonieus en heeft alles zijn vaste plaats. Daarom is de korte uitspraak 'Alles stroomt' waarschijnlijk niet authentiek.

### Psychologie
Fragment B12 werd geciteerd door Eusebius. Direct erna staat: 'Levensadem [psychai] dampt op uit vocht'. Het beeld is daarom mogelijk ook psychologisch bedoeld, hoewel dit hypothetisch blijft. Volgens de oude Grieken was de mens geschapen uit aarde en water (leem), en volgens Heraclitus zou de ziel uit het lichaamsvocht opwasemen. De ziel waadt dan door de continue toestroom van vocht, die de geesteskracht voedt.
Hij beschouwde de geest of ziel (psyche) als deel van vuur en eveneens onderhevig aan de kringloop van elementaire transformatie. Een relatief droge staat betekent dat de geest rationeel is, terwijl alcohol de geest vochtig maakt. Aan het einde van het menselijke leven gaat de ziel ook over in het element water. 'Voor zielen betekent het de dood, dat water ontstaat, voor water de dood, dat aarde ontstaat, uit aarde ontstaat water, uit water ziel.' Niet alleen wordt de overgang van elementen geïllustreerd, maar ook de verbondenheid van de geest met de macrokosmos. De microkosmos spiegelt dus de macrokosmos. De ziel is voor Heraclitus sterfelijk. Hoewel het individu weliswaar geen deel heeft aan de eeuwige kringloop (het water), blijft alles op grote schaal uiteindelijk niettemin hetzelfde (de rivierbedding). Dit wordt onderstreept door het tweede deel van fragment B49a: de mens is tijdelijk, maar niet eeuwig.

## Navolging
Ovidius vertaalde panta rhei naar cuncta fluunt, en zette dit in het slot van zijn Metamorfosen (15.178). Moderne dichters en schrijvers als Ezra Pound, Vasili Grossman, Samuel Beckett en Hugo Claus gebruikten de uitspraak. Op de overige (authentieke) rivierfragmenten wordt gezinspeeld door onder meer Seneca (Brieven aan Lucilius, 58.23), Jorge Luis Borges en Hans Faverey.